# チョ・ウニョン
チョ・ウニョン（조 은형、2005年3月27日 - ）は、韓国の女優。京畿道安養市出身。セッピョルダンエンターテインメント所属。

## 来歴
2005年3月27日に3人兄妹の末っ子として京畿道安養市に生まれ、忠清南道唐津市で育つ。5歳の時に母親の薦めで演技学院に通い始め、6歳で本格的なドラマと広告に初出演。子役としてのキャリアを開始する。衣類やベーカリー、公益キャンペーンなど多数の広告に出演した後、テレビドラマ『大王の夢』（2012年）、『花たちの戦い -宮廷残酷史-』（2013年）、『グッド・ドクター』（2013年）、『神の贈り物 - 14日』（2014年）、『ユナの街』（2014年）、『輝くか、狂うか』（2015年）など多数の作品に出演した。
2016年に公開されたパク・チャヌク監督の映画『お嬢さん』で倍率1,300倍のオーディションを勝ち抜き、キム・ミニ演じる主人公・秀子の幼少期役に抜擢。2016年5月、セッピョルダンエンターテインメントと専属契約を結んだ。同年、アジア・フィルム・アカデミー（AFA）製作の短編映画『シクリッド』で主演を務め、第21回釜山国際映画祭にて公式上映された。
2020年にはCJストーリーアップ製作支援選定の短編映画『トマトの庭』の出演し、続けて韓国映画アカデミー（KAFA）製作の短編映画『ドゥンジ』に主演した。
2022年配信開始のNetflixドラマ『模範家族』に出演。
特技はダンス、歌、ゴルフ、乗馬、英語。

## 出演

### ドラマ
- 可愛いあなた（朝鮮語版）（2011年、MBC）
- 美女の秘密（2011年、KBS2）
- 大王の夢（2012年、KBS1）
- 一抹の純情（朝鮮語版）（2013年、KBS2） - ハビン 役
- ネイルサロン・パリス 〜恋はゆび先から〜（2013年、tvN）
- 花たちの戦い -宮廷残酷史-（2013年、JTBC）
- グッド・ドクター（2013年、KBS2）
- 幽霊が見える刑事チョヨン（朝鮮語版）（2014年、OCN）
- 愛の周波数37.2（2014年、MBC）
- 神の贈り物 - 14日（朝鮮語版）（2014年、SBS） - ハン・セッピョルの友達 役
- ユナの街（朝鮮語版）（2014年、JTBC） - イ・スルギ 役
- ホテルキング（朝鮮語版）（2014年、MBC）
- 一体どうしたの?（朝鮮語版）（2015年、NAVER TV） - 10歳のハンナ 役 ※ウェブドラマ
- 輝くか、狂うか（2015年、MBC）
- 模範家族（朝鮮語版）（2022年、Netflix）

### 映画
- 記憶の欠片たち（2014年） ※短編映画
- お嬢さん（2016年） - 幼少期の秀子 役
- シクリッド（2016年）- 主演 ※短編映画
- エンドレス/繰り返される悪夢（2017年） - キム・ウンジョン 役
- ディヴァイン・フューリー/使者（2019年） - ホンジン 役
- トマトの庭（2020年） ※短編映画
- ドゥンジ（2020年） - 主演 ※短編映画

### 舞台
- ハムレットの話 - 幼少期の王妃 役

### ミュージック・ビデオ
- F.I.X「言うな」（2012年）
- BTOB「泣いてもいい」（2014年）

## 受賞歴
- 第17回ソウル国際青少年映画祭：女子子役賞（2015年）